# El·luviació

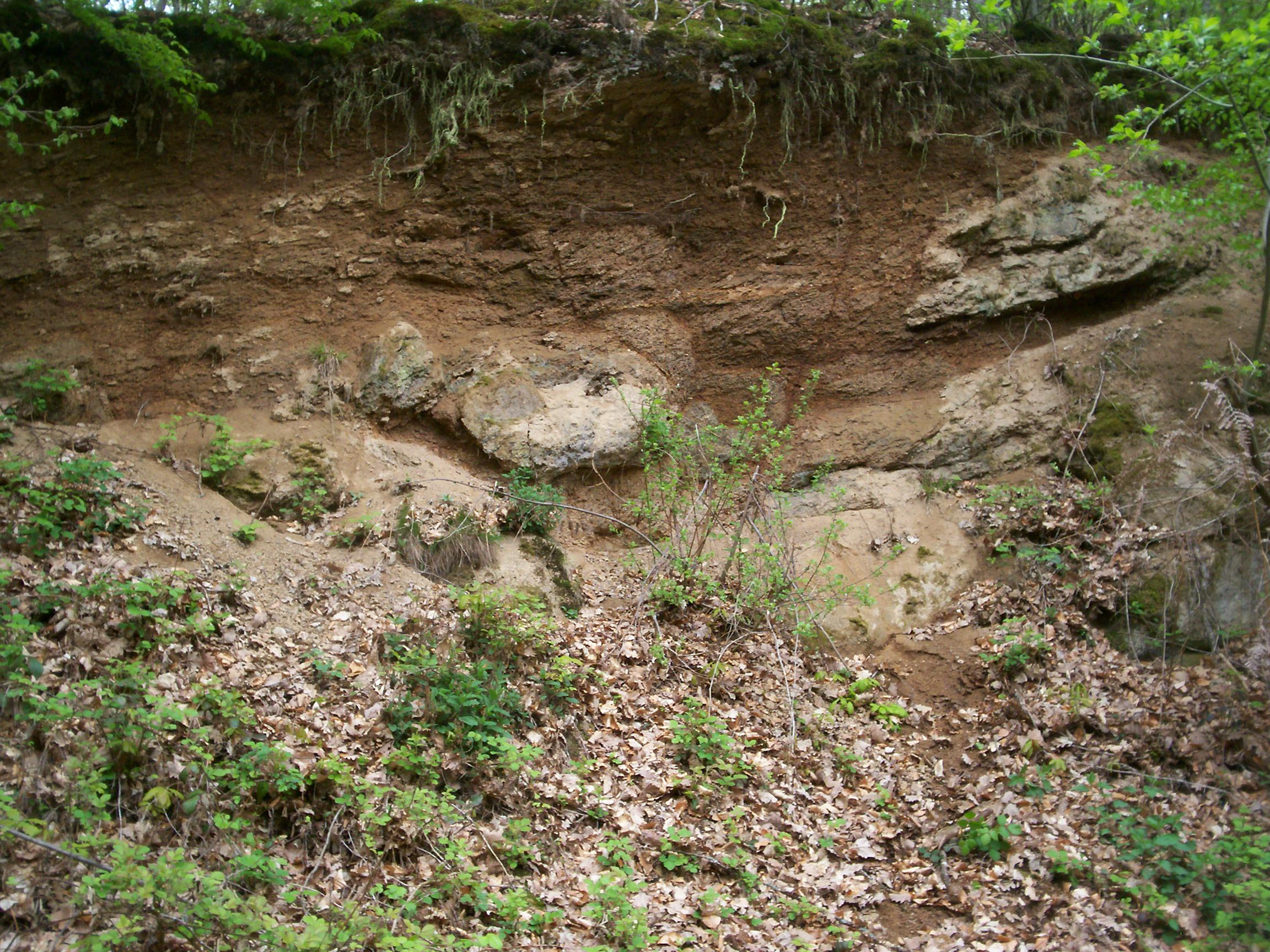
El·luvió producte de la meteorització del granit.

Un el·luvió és un dipòsit de fragments d'una roca, desagregats pels agents atmosfèrics (meteorització), que han romàs in situ o molt propers a la roca mare, la qual cosa el distingeix de l'al·luvió, que ha estat arrossegat per les aigües i dipositat lluny del lloc de la seva formació.